# Gabriel Palacka
Gabriel Palacka (* 7. listopad 1960, Komárno) je slovenský politik.

## Život
Absolvoval Matematicko-fyzikální fakultu Univerzity Komenského v Bratislavě a později Vysokou školu technickou v Bratislavě. Po ukončení studia pracoval jako analytik na oblastním ředitelství ČSD v Bratislavě, poté mezi roky 1991 a 1992 jako ředitel odboru na Ministerstvě dopravy a spojů SR. Byl nejprve členem strany KDH, později SDK a SDKÚ.[zdroj⁠?!] V roce 1994 byl státním tajemníkem ministerstva pro správu a privatizaci národního majetku. V letech 1998 až 1999 byl ministrem dopravy SR. Je ženatý má dvě děti.